# Service national universel
Der französische Staatspräsident Emmanuel Macron hat 2019 den Service national universel (SNU), deutsch ‚Allgemeinen Nationaldienst‘, eingeführt, der ab 2026 für alle Staatsbürger im Alter von 16 bis 25 Jahren verpflichtend sein wird. Die Dienstpflicht dauert zunächst einen Monat und kann sowohl in zivilen als auch in militärischen Einrichtungen geleistet werden. Ziel dieser allgemeinen Dienstpflicht ist es, französische Werte zu vermitteln, den gesellschaftlichen Zusammenhalt zu stärken und das soziale Engagement zu fördern. Seit 1998 gibt es den eintägigen Pflichtdienst Tag der Verteidigung und der Staatsbürgerschaft, welcher durch den SNU abgelöst werden soll. Es handelt sich, wie betont wird, nicht um die Wiedereinführung der Wehrpflicht.

Logo des französischen Service national universel

## Umsetzung
Von 2021 bis zur vollen Umsetzung im Jahr 2026 soll der Nationaldienst für alle jungen Staatsbürger verpflichtend werden. Die Ableistung des SNU soll die Voraussetzung für den Antritt zum Abitur und zur Führerscheinprüfung werden. Die tatsächliche Einführung der allgemeinen Dienstpflicht für den SNU war lange unsicher, nachdem ein Senatsausschuss feststellte, dass der logistische Aufwand für die entsprechende Infrastruktur und die geschätzten Kosten von ca. 2 Milliarden Euro sehr hoch ist. Bei einer Rede im Januar 2024 bekräftigte Präsident Macron jedoch an der Einführung festhalten zu wollen.

## Ablauf des Dienstes
Die Grundlage der Dienstpflicht ist es, den „Zusammenhalt der Nation zu steigern“. Aus finanziellen Gründen soll der Dienst nur einen Monat dauern. Die Dienstpflichtigen müssen eine uniformähnliche Dienstkleidung anziehen, ihre Mobiltelefone abgeben und werden fern der Heimatgemeinde in Gemeinschaftsunterkünften untergebracht. Eine Hälfte der Dienstzeit wird mit Staatsbürgerkunde und theoretischen Ausbildungen belegt. Der Tagesablauf folgt einem strikten Plan, es wird am Morgen beim Fahnenappell die Hymne gesungen, danach müssen Kurse besucht werden, wie ein Erste-Hilfe-Kurs, eine Einführung in die schriftliche Führerscheinprüfung und das Erlernen von Verhaltensregeln bei einem Terroranschlag. Die andere Hälfte der Zeit muss bei einem gemeinnützigen Verein, dem Militär, der Polizei oder der Feuerwehr absolviert werden.